# Federação Amazonense de Futebol
A Federação Amazonense de Futebol, fundada em 26 de setembro de 1960, é a entidade brasileira máxima que controla o futebol no estado do Amazonas e, como membro filiado á Confederação  Brasileira de Futebol (CBF), é responsável por organizar todas as competições de futebol de clubes do estado, tais como o Campeonato Amazonense de Futebol, a Série B do Campeonato Amazonense de Futebol, as competições femininas como o Campeonato Amazonense de Futebol Feminino e competições amadoras e indígenas como a Copa da Floresta e a Copa Indígena.

## História
Fundada no dia 26 de setembro de 1960, a Federação Amazonense de Futebol (FAF), teve como fundadores Ismael Benigno (São Raimundo Esporte Clube), Joaquim Paulino Gomes (Nacional Futebol Clube), Agnelo Amorim (Atlético Rio Negro Clube), Orleans Tupinambá Nobre (Nacional Fast Clube), Dr. Arthur Teix eira Alves (América Futebol Clube), Damião Ribeiro (Sul América Esporte Clube), Manoel Marques (União Esportiva Portuguesa), Raimundo Nonato da Silva Mota, Luiz Alberto Aguiar, João Batista Guerra, Mário Bittencourt Guimarães, Luiz Gonzaga de Souza e Dr. Flaviano Limongi - eleito o primeiro presidente da entidade. Antes de ganhar esta denominação, o futebol do Amazonas teve várias ligas: Liga Amazonense de Football - fundada em 15 de janeiro de 1914 e em janeiro de 1916 passou a ser denominada Liga Amazonense de Sport Athléticos (LASA), que durou apenas 1 ano - e Federação Amazonense de Desportos Atléticos (F.A.D.A), que foi fundada em 21 de Novembro de 1917, tendo como primeiro presidente o Dr. Aristóteles Melo. 

## Membros Fundadores
Membros Fundadores da Federação Amazonense de Futebol listados por ordem de fundação:
 Nacional Futebol Clube (1913)
 Atlético Rio Negro Clube (1913)
 União Esportiva Portuguesa (1915)
 São Raimundo Esporte Clube (1918)
 Nacional Fast Clube (1930)
 Sul América Esporte Clube (1932)
 América Futebol Clube (1939)

## Clubes Filiados
| Equipe                                         | Cidade           | Fundação                | Estádio           | Capacidade |
| ---------------------------------------------- | ---------------- | ----------------------- | ----------------- | ---------- |
| Amazonas Futebol Clube                         | Manaus           | 23 de maio de 2019      | Arena da Amazônia | 44 000     |
| Associação Esportiva 3B da Amazônia            | Manaus           | 1 de agosto de 2017     | Arena da Amazônia | 44 000     |
| Atlético Clipper Clube                         | Manaus           | 1 de junho de 1952      | Colina            | 10 000     |
| Atlético Rio Negro Clube                       | Manaus           | 13 de novembro de 1913  | Carlos Zamith     | 5 500      |
| Centro de Desenvolvimento Comunitário Manicoré | Manicoré         | 30 de maio de 2007      | Bacurauzão        | 3 500      |
| Clube Desportivo Librade                       | Manaus           | 14 de março de 2016     | Carlos Zamith     | 5 500      |
| Esporte Clube Iranduba da Amazônia             | Iranduba         | 18 de janeiro de 2011   | Álvaro Maranhão   | 2 000      |
| Esporte Clube Tarumã                           | Manaus           | 1 de março de 1974      | Colina            | 10 000     |
| Holanda Esporte Clube                          | Rio Preto da Eva | 21 de outubro de 2007   | Carlos Zamith     | 5 500      |
| Itacoatiara Futebol Clube                      | Itacoatiara      | 11 de fevereiro de 2019 | Floro de Mendonça | 5 000      |
| Manauara Esporte Clube                         | Manaus           | 30 de novembro de 2020  | Colina            | 10 000     |
| Manaus Futebol Clube                           | Manaus           | 5 de maio de 2013       | Arena da Amazônia | 44 000     |
| Nacional Futebol Clube                         | Manaus           | 13 de janeiro de 1913   | Arena da Amazônia | 44 000     |
| Nacional Fast Clube                            | Manaus           | 8 de julho de 1930      | Carlos Zamith     | 5 500      |
| Operário Esporte Clube                         | Manacapuru       | 10 de junho de 1982     | Gilbertão         | 5 000      |
| Parintins Futebol Clube                        | Parintins        | 8 de julho de 2021      | Chicão            | 4 000      |
| Penarol Atlético Clube                         | Itacoatiara      | 8 de agosto de 1947     | Floro de Mendonça | 5 000      |
| Princesa do Solimões Esporte Clube             | Manacapuru       | 18 de agosto de 1971    | Gilbertão         | 5 000      |
| RB do Norte Clube                              | Manaus           | 5 de novembro de 2021   | Carlos Zamith     | 5 500      |
| São Raimundo Esporte Clube                     | Manaus           | 18 de novembro de 1918  | Colina            | 10 000     |
| Sete Futebol Clube                             | Manaus           | 22 de julho de 2022     | Carlos Zamith     | 5 500      |
| Atlético Amazonense                            | Manaus           | 8 de janeiro de 2018    | Colina            | 10 000     |
| Sul América Esporte Clube                      | Manaus           | 1 de maio de 1932       | Colina            | 10 000     |
| Unidos do Alvorada Esporte Clube               | Manaus           | 15 de março de 1995     | Colina            | 10 000     |

## Competições
A FAF é a organizadora e responsável pelas seguintes competições:
1. Campeonato Amazonense de Futebol
2. Campeonato Amazonense de Futebol - Série B
3. Campeonato Amazonense de Futebol Feminino
4. Campeonato Amazonense de Futebol - Sub-8
5. Campeonato Amazonense de Futebol - Sub-10
6. Campeonato Amazonense de Futebol - Sub-12
7. Campeonato Amazonense de Futebol - Sub-14
8. Campeonato Amazonense de Futebol - Sub-16
9. Campeonato Amazonense de Futebol - Sub-18
10. Campeonato Amazonense de Futebol - Sub-20
11. Campeonato Amazonense de Futebol Feminino - Sub-15
12. Campeonato Amazonense de Futebol Feminino - Sub-17
13. Campeonato Amazonense de Futebol Feminino - Sub-20

## Posição dos clubes no ranking da CBF
Posição dos clubes amazonenses constantes no Ranking da CBF. (Ranking atualizado em 13 de dezembro de 2024)
| Posição | Clube        | Pontos | Brasileiro 2024 |
| ------- | ------------ | ------ | --------------- |
| 49º     | Amazonas     | 2.785  | Série B         |
| 56°     | Manaus       | 1.883  | Série D         |
| 111°    | Princesa     | 579    | Sem Divisão     |
| 129º    | Manauara     | 450    | Série D         |
| 152°    | Nacional     | 270    | Sem Divisão     |
| 170°    | São Raimundo | 228    | Sem Divisão     |
| 188°    | Fast         | 186    | Sem Divisão     |
| 194°    | Penarol      | 154    | Sem Divisão     |

## Posição da Federação Amazonense de Futebol no ranking da CBF
| CLAS. | TOTAL DE PONTOS | ANO  |
| ----- | --------------- | ---- |
| 16°   | 6.553           | 2024 |
| 17°   | 5.279           | 2023 |
| 19°   | 4.070           | 2022 |
| 18º   | 3.460           | 2021 |
| 19º   | 2.757           | 2020 |
| 20º   | 2.245           | 2019 |
| 21º   | 2.147           | 2018 |
| 21º   | 2.242           | 2017 |
| 20º   | 2.466           | 2016 |
| 18º   | 2.603           | 2015 |
| 18º   | 3.120           | 2014 |
| 18º   | 3.369           | 2013 |
| 18º   | 3.078           | 2012 |

| CLAS. | TOTAL DE PONTOS | ANO  |
| ----- | --------------- | ---- |
| 16°   | 6.553           | 2024 |
| 17°   | 5.279           | 2023 |
| 19°   | 4.070           | 2022 |
| 18º   | 3.460           | 2021 |
| 19º   | 2.757           | 2020 |
| 20º   | 2.245           | 2019 |
| 21º   | 2.147           | 2018 |
| 21º   | 2.242           | 2017 |
| 20º   | 2.466           | 2016 |
| 18º   | 2.603           | 2015 |
| 18º   | 3.120           | 2014 |
| 18º   | 3.369           | 2013 |
| 18º   | 3.078           | 2012 |